# Lluís Armadans i Marfà
Lluís Armadans i Marfà (Moià, 1925 - Barcelona, 24 de setembre de 2009) va ser un humanista català, promotor del vegetarianisme, el naturisme i l'esperanto.
Des d'un profund ideal humanista, Lluís Armadans va ser durant tota la seva vida un gran promotor d'aquesta eina de confraternitat universal. Lluís Armadans distribuïa clandestinament la revista d'aquesta organització, Naturista Vivo, editada a San Francisco. Al morir, va llegar el seu arxiu personal a la Biblioteca-Arxiu Petro Nuez de l'Associació Catalana d'Esperanto, a Sabadell, que honora la memòria de Pere Nuez Pérez.

## Obres
- "Nia konstante varianta mondo". El Popola Ĉinio, 1998